# La Vierge et l'Enfant avec le jeune saint Jean-Baptiste
La Vierge et l'Enfant avec le jeune saint Jean-Baptiste est une peinture à l'huile et tempera sur bois de peuplier de 90,7 × 67 cm, réalisée par Sandro Botticelli dans les années 1470-1475. Conservé depuis son entrée en 1824 au musée du Louvre, le tableau est exposé dans le salon carré et porte le numéro d'inventaire 286.